# Frans de Neve
Frans de Neve (II), auch: Francisus de Neve (II), Franciscus de Neuff, Francesco della Neve, (* getauft am 23. Februar 1632 in Antwerpen; † nach 1704) war ein flämischer Maler, Zeichner und Druckgraphiker.

## Leben
De Neve war der Sohn des Malers Frans de Neve (11. Juni 1606 – um 1687/1688), der vorwiegend in seiner Heimatstadt arbeitete. Aufgrund desselben Namens und eines ähnlichen Malstils wurden zahlreiche Gemälde falsch zugeordnet. Seine Mutter war Francisca (geborene Wortelmans), eine Tochter des Malers Adriaan Wortelmans, die seinen Vater am 13. Mai 1630 geheiratet hatte.
De Neve wurde vor allem für seine spätbarocken religiösen und mythologischen Szenen und Landschaften bekannt. Die Kolorierung der Ölgemälde wie auch seine Porträtkunst, die hauptsächlich in Kupferstichen erhalten ist, wurde von den Zeitgenossen hoch geschätzt. Nach einer internationalen Karriere in Italien, Süddeutschland und Österreich, wo er für aristokratische Gönner und Kirchen arbeitete, kehrte er um 1690 in seine Heimatstadt zurück. Dort ist er 1691 als Mitglied der Lukasgilde genannt. Nach 1704 verstarb er wahrscheinlich in Antwerpen.
Von 1660 bis 1669 war de Neve in Rom tätig und in der Vereinigung niederländischer und flämischer Künstler „Bentveughels“ (Federvögel) mit dem Künstlernamen „Bloosaerken“ vertreten. In Rom lebte er zuerst bei Pieter van Mander, ab 1661 bis 1662 bei Hieronymus Galle und von 1665 bis 1666 bei Lodewijk Snaijers. 1661 erhielt er einen prestigeträchtiger Auftrag für den Palazzo Doria-Pamphilj, wo er unter anderem mit Pietro da Cortona zusammenarbeitete. Die flämischen Maler Cornelis de Wael und Abraham Brueghel waren auch als Kunsthändler in Rom tätig und trugen maßgeblich zur Karriere von Neve in Italien bei. Von Neve sind neben der Malerei auch zahlreiche kleinformatige, signierter Landschaftsbilder in Radierungen tradiert. Sie wurden von dem in Rom ansässigen Giovanni Giacomo de Rossi alla Pace verlegt. Diese Werke fanden weite Verbreitung.
Von 1667 bis 1668 war er wahrscheinlich in Neapel. Anschließend ging er nach Deutschland, wo er in Augsburg und München arbeitete.
Von 1669 bis 1689 malte er Altarbilder im Auftrag des Salzburger Fürsterzbischofs Max Gandolf von Kuenburg sowie für die großen Benediktinerstifte Kremsmünster, Garsten und Admont. In Bayern malte er in den Jahren 1669 und 1689 Altarbilder für den jeweiligen Bischof von Passau. Von 1679 bis 1681 arbeitete de Neve in Mähren, so auch für den Liechtensteinischen Fürsten Karl Eusebius. Zudem war er auch als Restaurator und Händler für den Fürsten tätig.

## Werke (Auswahl)
- Salzburg, Georgskirche auf der Festung Hohensalzburg: Altarblatt „hl. Georg als Drachentöter“, 1672.
- Salzburg, Dom, in der Taufkapelle: Altarblatt „Taufe Christi“, 1674.[3]
- Maria Plain, Wallfahrtsbasilika: Altarblatt „Maria Himmelfahrt“ und Oberbild „Hl. Dreifaltigkeit“, 1674.
- Maria Plain, Wallfahrtsbasilika: Altarblatt „14 Nothelfer“ und Oberbild „Maria mit Anna und Joachim“, 1679.
- Seekirchen: Altarblatt „hl. Rupert tauft Herzog Theodo“ von Franz Zebhauser (1827), Kopie nach Frans de Neve.
- Salzburg, Dom, an Epitaph im nördlichen Querschiff: Porträt „Max Gandolph von Kuenburg“.
- Salzburg, Rochuskapelle des ehemaligen Seuchenspitals, heute Stieglbrauerei: Altarbild „Sebastian & Rochus“.
- Lend, Pfarrkirche: Altarblatt „hl. Rupert“, zugeschrieben, 1674.
- Salzburg, Erhardkirche: Altarblatt „hl. Karl Borromäus bei den Pestkranken“, zugeschrieben, um 1690.
- Salzburg, Erhardkirche: Altarblatt „Glorie des hl. Franz Xaver“, zugeschrieben, um 1690.